# Inching (Walting)

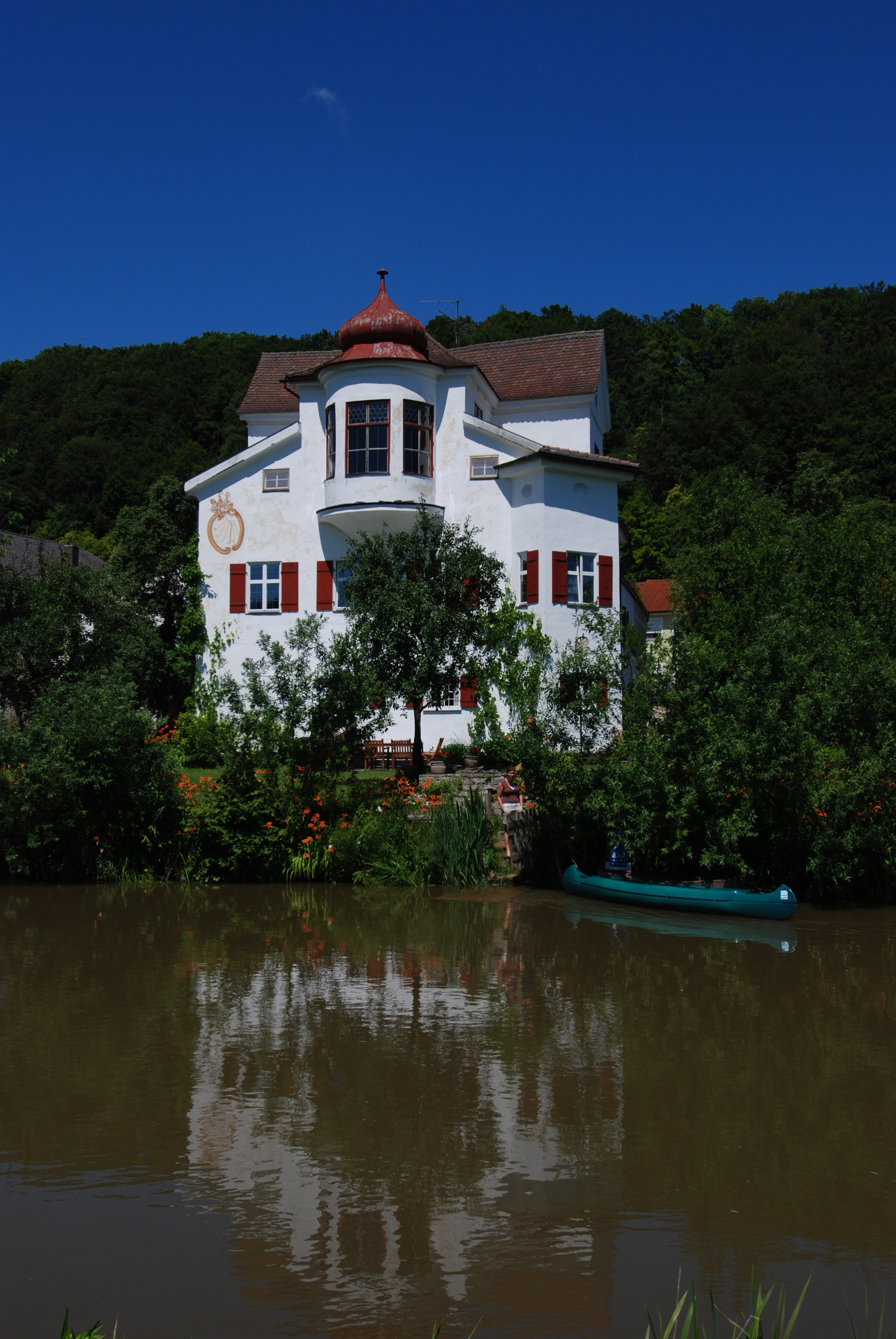
Castelul Inching

Inching este o localitate cu 100 de locuitori, care aparține de comuna Walting, districtul Eichstät, Bavaria, Germania. El se află situat pe valea Altmühl în apropiere de punctul geografic care marchează centrul Bavariei. 
Unul din punctele de atracție a localității este castelul Inching.